# Púchov
Púchov és una ciutat d'Eslovàquia. Es troba a la regió de Trenčín, és capital del districte de Púchov.

## Història
La primera menció escrita de la vila es remunta al 1243.

## Demografia
| Godina             | 1994   | 2004   | 2014   | 2024   |
| ------------------ | ------ | ------ | ------ | ------ |
| Nombre de persones | 18.913 | 18.675 | 18.036 | 16.781 |
| Diferència         |        | −1,25% | −3,42% | −6,95% |

| Godina             | 2023   | 2024   |
| ------------------ | ------ | ------ |
| Nombre de persones | 16.922 | 16.781 |
| Diferència         |        | −0,83% |

## Ciutats agermanades
- Hlinsko, República Txeca
- Omsk, Rússia
- Stará Pazova, Sèrbia
- Bela Cerkev, Ucraïna
- Babruisk, Belarús

1. 1 2  «Počet obyvateľov podľa pohlavia - obce (ročne) [om7101rr_obce=AREAS_SK]».   Statistical Office of the Slovak Republic, 31-03-2025. [Consulta: 31 març 2025].